# Caolan Lavery
Caolan Owen Lavery (Red Deer, 22 ottobre 1992) è un ex calciatore nordirlandese, di ruolo attaccante.

## Carriera

### Club
Ha giocato nella seconda divisione inglese per un totale di 37 presenze distriubuite in tre stagioni complessive.

### Nazionale
Con la nazionale Under-21 nordirlandese ha giocato 2 partite di qualificazione agli Europei Under-21 del 2013 e 3 partite di qualificazione per l'edizione successiva.

## Palmarès

### Club

#### Competizioni nazionali
- Football League One: 1

Sheffield United: 2016-2017